# Lancia Alfa
La Lancia Alfa, anche nota come Lancia 12 HP o Lancia Tipo 51, è il primo modello di autovettura prodotto  dalla neonata casa automobilistica Lancia.

## Contesto

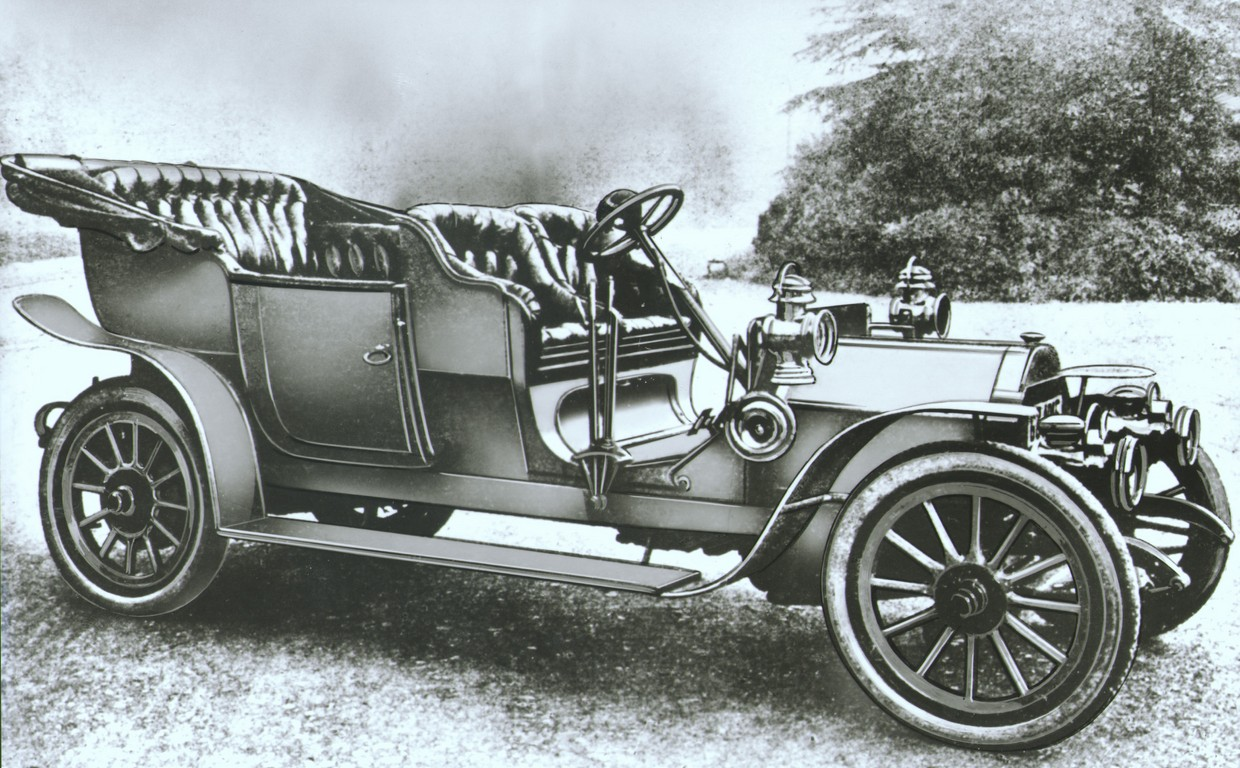
Lancia Alfa 12 HP Double Paheton, 1907-1909

Dopo i primi collaudi su strada risalenti al settembre 1907, la produzione vera e propria iniziava nel 1908, anno in cui questo primo chassis Lancia veniva esposto all'VIII Salone dell'automobile di Torino (18 gennaio-2 febbraio) con la denominazione di "12 HP": da notare che la denominazione d'officina era "Tipo 51" e che la vettura sarà ribattezzata 'Alfa' quando, nel 1919, il fratello del costruttore, Giovanni (studioso di lingue classiche), suggerirà a Vincenzo di utilizzare le lettere dell'alfabeto greco per contraddistinguere i diversi modelli, a partire da quello iniziale.
La 12 HP era un prodotto abbastanza fuori degli schemi: aveva uno chassis piuttosto basso e leggero, munito di trasmissione a cardano (anziché le "solite" catene) e dotato di un motore a 4 cilindri biblocco di 2.545 cm³ rotante ad un regime di circa 1800 giri al minuto (un valore decisamente elevato per l'epoca) capace di spingere la vettura sino a circa 90 chilometri all'ora.
Incontestabile il successo di questa 12 HP: gli esemplari venduti supereranno infatti il centinaio (se ne esporteranno addirittura nel Regno Unito e negli Stati Uniti d'America).
Da notare infine che della 12 HP vennero realizzati anche alcuni esemplari "da corsa" (probabilmente 5 o 6) caratterizzati, tra l'altro, da un passo accorciato (cm 274 invece di 282) e da modifiche alle sospensioni (balestre)

## Caratteristiche tecniche
- Periodo produzione : anno 1908
- Motore : Tipo 51; motore anteriore, longitudinale, a 4 cilindri in linea, bi-blocco (2 blocchi in ghisa da 2 cilindri cadauno), alesaggio mm 90, corsa mm 100, cilindrata totale cm³ 2544,69, testa cilindri fissa, basamento in lega d'alluminio, distribuzione a valvole laterali parallele (2 valvole per cilindro) comandate tramite un albero a camme laterale (nel basamento) azionato da ingranaggi; albero motore su tre supporti; rapporto di compressione 4,8:1, potenza massima CV 28 a 1.500 giri/minuto, regime massimo raggiungibile: più di 1.800 giri/minuto; alimentazione a caduta (carburatore verticale Lancia a due stadi, preriscaldato dall'acqua del radiatore); accensione a magnete ad alta tensione (Bosch) con valore dell'anticipo fisso (non regolabile manualmente); lubrificazione a gravità (pompa ausiliaria per lubrificare i supporti dell'albero motore in funzione del regime di rotazione) capacità del circuito di lubrificazione litri 12; raffreddamento ad acqua con pompa centrifuga e con radiatore a nido d'ape.
- Trasmissione: ad albero con giunti cardanici, trazione sulle ruote posteriori; frizione multidisco a bagno d'olio; cambio (scatola in lega leggera) a 4 rapporti più retromarcia con comando a leva laterale; rapporti del cambio: 4,219:1 in prima, 2,506:1 in seconda, 1,656:1 in terza, presa diretta (1:1) in quarta, 4,219:1 in retromarcia; rapporto finale di riduzione (ingranaggi conici) 3,062:1 (16/49)
- Sospensioni : anteriormente ad assale rigido e balestre longitudinali semiellittiche, posteriormente ad assale rigido con balestre longitudinali a 3/4 di ellisse
- Freni: freno a pedale (meccanico) agente sulla trasmissione e freno a mano (meccanico) agente sulle ruote posteriori
- Ruote e pneumatici: ruote in legno (a razze), pneumatici 810 x 90
- Sterzo: posizione guida a destra; sterzo a vite e ruota.
- Telaio: in acciaio, a longheroni e traverse; passo cm 282, carreggiata anteriore cm 133 carreggiata posteriore cm 133; lunghezza e larghezza del telaio cm 380 e cm 161,5 rispettivamente; peso del telaio, in ordine di marcia Kg 710.
- Prestazioni: velocità massima km/h 90 (velocità max nelle varie marce: 21 in 1a, 36 in 2a, 54 in 3a, 90 in 4a)
- Numerazione telai: dal n° 1 al n° 137; entro questa numerazione sono incluse - oltre a 108 unità del modello 15 HP-Alfa - 23 unità del modello 18/24 HP-Dialfa, e 5 o 6 unità (dato approssimativo) costituite da 15 HP in edizione da corsa

Prezzi di listino nel 1908
- telaio nudo Lire 10.000;
- carrozzato "doppio phaeton" Lire 12.000;
- carrozzato "coupé di lusso" Lire 13.500;
- carrozzato "landaulet" Lire 13.750;
- carrozzato "limousine" Lire 14.000